# Opferlose Straftat
Als opferlose Straftat, auch opferloses Verbrechen, werden in rechtspolitischen Diskussionen Delikte bezeichnet, die unter Strafe gestellt sind, obwohl es kein direktes beziehungsweise kein vom Täter zu unterscheidendes Tatopfer (siehe auch Verletzter) gibt. Der Begriff geht mithin von der Straflosigkeit der Selbstschädigung aus. Manchmal wird als opferlose Straftat auch eine solche Tat bezeichnet, durch die zwar ein Schaden entsteht, dieser aber nicht einzelnen Individuen zuordenbar ist.
Es handelt sich nicht um einen juristischen, sondern einen rechtspolitischen Begriff, der ausdrücken soll, dass ein Straftatbestand abgeschafft werden sollte. Allerdings besteht in der Rechtswissenschaft Einigkeit darüber, dass Aufgabe des Strafrechts nicht der bloße Opferschutz, sondern der Schutz von sowohl individuellen als auch überindividuellen Rechtsgütern ist. Außerdem werden nicht nur Rechtsgutsverletzungen unter Strafe gestellt, sondern auch bereits Gefährdungen.
Ist von einer opferlosen Straftat die Rede, wird meist das entsprechende Rechtsgut oder dessen Schutz gerade mit den Mitteln des Strafrechts nicht anerkannt. Ein Straftatbestand, der keinem legitimem Schutzzweck folgt, wäre somit ein unverhältnismäßiger Grundrechtseingriff und damit nichtig. 
Als opferlose Straftaten werden oder wurden bezeichnet:
- Anbau, Handel, Erwerb und Besitz von illegalen Drogen für den Eigenbedarf – geschütztes Rechtsgut ist die Bevölkerungsgesundheit
- Aufenthalt in einem anderen Bezirk einer Ausländerbehörde als dem zugewiesenen Bezirk (Residenzpflicht) – geschütztes Rechtsgut ist hier die Effizienz der Arbeit der Ausländerbehörden
- Betrieb von Piratensendern – geschütztes Rechtsgut ist der reibungslose Ablauf des Funkverkehrs
- die Prostitution im Sperrbezirk – hier ist der Jugendschutz das geschützte Rechtsgut
- Inzest – geschütztes Rechtsgut ist der Schutz der engsten Familie vor sexuellen Beziehungen,[3] daneben werden als Strafgrund auch Gefahren für die sexuelle Selbstbestimmung und psychische Entwicklung des Partners sowie die Gefahr genetischer Schäden oder Moralvorstellungen genannt[4]
- Homosexualität – geschütztes Rechtsgut ist die „sittliche Gesunderhaltung des Volkes“, also Moralvorstellungen
- Kuppelei – auch hier sollten Moralvorstellungen geschützt werden

## Einvernehmliche Straftat
Gelegentlich werden opferlose Straftaten nicht sauber von einvernehmlichen Straftaten abgegrenzt, also Straftaten, bei denen alle potentiellen Opfer der Begehung der Tat zustimmen. Die Rechtssysteme kennen jedoch für gewöhnlich einen Zustand der Entscheidungsunfähigkeit (beziehungsweise Ablehnungsunfähigkeit), so dass selbst ein der Tat zustimmender Akteur trotzdem Opfer eines anderen Akteurs sein kann. Bei opferlosen Straftaten wäre eine solche Konstellation ausgeschlossen, da es kein direktes oder vom Täter unterscheidbares Opfer gäbe.